# Пласа де лос Виррейес (станция метро)
«Пласа де лос Виррейес» (исп. Plaza de los Virreyes) — станция Линии E метрополитена Буэнос-Айреса.
Станция расположена в городском районе Флорес, на пересечении улицы Лафуэнте с Автострадой 25 мая. Название станции связано с Пласой Тупак Амару, ранее называвшейся Пласа-де-лос-Виррейес, что переводится как «Площадь вице-королей».
Станция «Пласа де лос Виррейес» была открыта 8 мая 1986 года, став конечной станцией Линии E.
На 2014 год станция «Пласа де лос Виррейес» является самой южной станцией метро в мире.